# Раїсовка
Раї́совка (каз. Раисов) — село у складі району імені Габіта Мусрепова Північноказахстанської області Казахстану. Входить до складу Андрієвського сільського округу, раніше було центром і єдиним населеним пунктом ліквідованої Раїсовської сільської ради.
Населення — 606 осіб (2021; 850 у 2009, 921 у 1999, 1197 у 1989).
Національний склад станом на 1989 рік:
- казахи — 37 %
- росіяни — 33 %.